# Heather Gables
Heather Gables (Kalifornia, 1983. március 6. –) amerikai pornószínésznő.
Heather Gables Kaliforniában született, a szakmába 2004-ben, 21 évesen kapcsolódott be. A Kaliforniai Egyetem egyik főiskolájában tanult, mielőtt belekezdett volna a pornó karrierjébe. Los Angelesbe költözve teljes idejét a filmezésre tudta fordítani. 157 cm magas.

## Válogatott filmográfia
- 2009 Puff Puff Pass
- 2009 Masturbation Nation
- 2009 Addicted to Big Black Dick #2
- 2008 Lesbian Seductions: Older/Younger 19
- 2008 Little Runaway 2
- 2008 Ass Eaters Unanimous 16
- 2008 Be My Bitch 6
- 2008 Blackzilla Is Splittin’ That Shitter 3
- 2008 Cherry Poppin’ Brothas
- 2008 Daddy's Worst Nightmare 12
- 2008 Hellcats 14
- 2008 House of Ass 9
- 2008 Monster Cock Mania
- 2008 My Daughter’s Fucking Blackzilla! 16
- 2007 Teenage Blackaholics
- 2007 Lesbian Bukkake 10
- 2007 Throated 12
- 2007 Girlvert 16
- 2007 Violation of Heather Gables
- 2007 Her Deep Dark Secret 3
- 2007 Black Snake Boned
- 2007 2 Big 2 Be True 8
- 2007 All About Me
- 2007 Anal Invaders 5
- 2007 Assploitations 8
- 2007 Back Door Baby Sitters
- 2007 Back Roads
- 2007 Biggz Is Back! 2

## Díjai
- 2006 AVN-díj jelölés– Legjobb hármas jelenet (Choke It Down – Manuel Ferrara-val és Randy Spears-szel jelölték)
- 2006 AVN-díj jelölés– Legjobb hármas jelenet (Cum Fart Cocktails 2 – Sandra Romainnel és Manuel Ferrarával jelölték)[3]
- 2007 AVN-díjjelölés– Legjobb anál jelenet a videóban (Weapons of Ass Destruction 4 – nominated with Mandingo)[4]